# Krepoljin

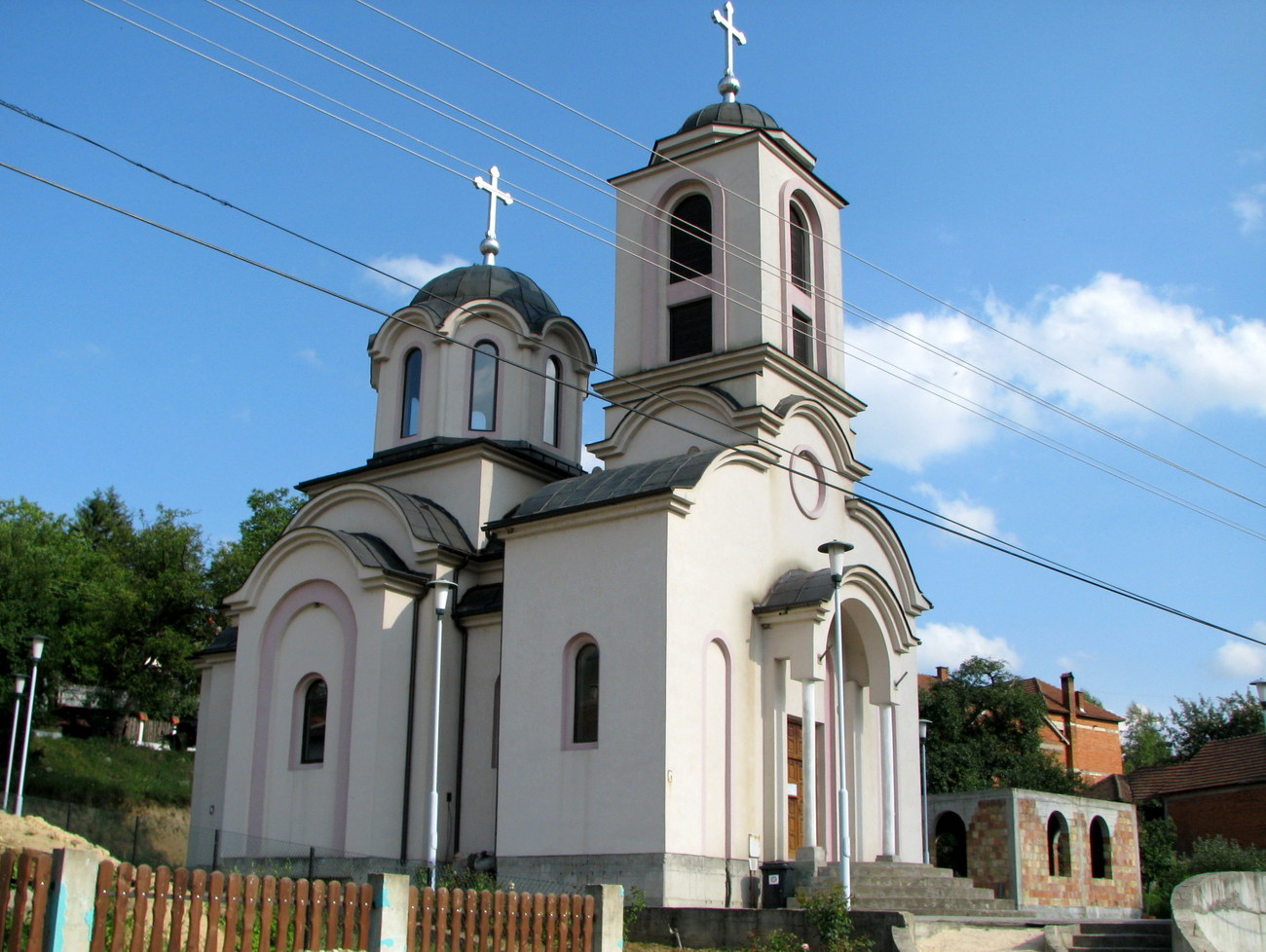
Die Serbisch-orthodoxe Kirche Hl. Erstmärtyrer und Erzdiakon Stefan

Krepoljin (kyrillisch: Крепољин) ist ein etwas größeres Dorf in der Gemeinde Žagubica. Es liegt in der Region Homolje im Osten von Serbien.

## Geographie
Krepoljin liegt zwischen Petrovac und Bor. Außerdem liegt Krepoljin auf der Hauptstraße zu Bor und Despotovac.
Der Fluss Mlava fließt durch das Dorf und mündet in der Karstquelle in Žagubica.

## Geschichte
Bis zum Jahre 1965 war dieses Dorf, der Sitz der Gemeinde Krepoljin, die aus den Dörfern: bestand: Bliznak, Breznica, Krepoljin, Krupaja, Medveđica, Milanovac, Osanica und Sige bestand. 
Nach der Aufhebung der Gemeinde wurde das gesamte ehemalige Gemeindegebiet zu einem Teil der Gemeinde Žagubica.

## Bevölkerung
Die größten ethnischen Gruppen im Dorf sind:
- Serben
- Walachen

## Sprache
Die Sprache, die im Dorf gesprochen wird, ist zum Teil Serbisch und zum anderen Walachisch.